# Rugby en España 1974
Por segundo año la Liga Nacional contará con dos divisiones de 18 equipos. Mientras en la 1ª División continúa la hegemonía de los habituales equipos de Cataluña (4) y de Madrid (4), más uno vasco de San Sebastián y uno de Valladolid, la 2ª es más variada 3 catalanes, 1 madrileño, 2 sevillanos, 1 asturiano y 1 de Aragón.

Además de la ligas, la temporada se completará con los campeonatos de España, el absoluto (Copa del Generalísimo), y el Juvenil, además de una fase de ascenso a 2ª entre los equipos clasificados de las ligas regionales.

El calendario de competiciones internacionales estará formado por los partidos de la 1ª División del Trofeo Europeo de la FIRA.

CUADRO DE HONOR
| TORNEO                              | CAMPEÓN                        | SUBCAMPEÓN                    |
| ----------------------------------- | ------------------------------ | ----------------------------- |
| VII Campeonato Nacional de Liga 1ªD | Club Deportivo Arquitectura    | Club Natación Barcelona       |
| XLI Campeonato España (Copa)        | Canoe Natación Club            | Club Atlético San Sebastián   |
| III Campeonato Nacional de Liga 2ªD | Club de Campo RACA Sevilla     | Real Sporting de Gijón        |
| V Trofeo Ascenso a Liga Nacional    | Liceo Francés de Madrid        | Valencia Rugby Club           |
| XI Campeonato España Juvenil        | Juventud Karmen                | Unión Deportiva San Carlos    |
| Liga Catalana 1ªD                   | Facultad de Medicina Barcelona | Unión Deportiva Samboyana     |
| Liga de Madrid 1ªD                  | Liceo Francés Madrid           | Club Deportivo Arquitectura   |
| Liga Castellana                     | CR Valladolid-San José         | Sargento Pepper's Salamanca   |
| Liga Asturias                       | Cultural Covadonga             | CAU Oviedo                    |
| Liga Vasco-Navarra                  | Hernani Club de Rugby          | Rugby Club Irún               |
| Liga Vizcaya                        | Bilbao Rugby Club              | Rugby Club Medicina de Bilbao |
| Liga Aragonesa                      | Club Deportivo Ciencias        | Skoda Rugby XV                |
| Liga Valenciana                     | Valencia Rugby Club            | XÈ-15 EPLA Valencia           |
| Liga Andaluza                       | Club Medicina Sevilla          | Club Pineda                   |
| Copa FIRA 1ª División               | Selección de rugby de España   | 3ª posición                   |

## Competiciones Nacionales

### VII Campeonato Nacional de Liga 1ª División
Con la vuelta a la máxima categoría del Colegio Mayor Cisneros se reestablece el equilibrio entre clubs catalanes y madrileños (4-4). Pero hay otro cambio importante, debido a la crisis de 1973 y a los pocos medios que puede aportar el colegio a su equipo de rugby, El Salvador se ve obligado a vender sus derechos de participación a la Universidad de Valladolid, que tiene su propio club deportivo, el Club Deportivo Universitario de Valladolid (CDU). El nuevo club participará en la liga, con algunos de sus propios jugadores y gran parte de la plantilla de El Salvador, mientras este volverá a trabajar en las categorías inferiores, con los alumnos de su colegio. El CAU Madrid solo cambia de nombre, al dejar de estar asociado con el SEU cambian el "Universitario" por Uros, conservando la siglas de CAU.

Una vez más los madrileños del Canoe (campeones de liga de 1971, 1972 y 1973) son los máximos favoritos. Los donostiarras del Atlético San Sebastián (campeones de la copa de 1972 y 1973) parecen los rivales más peligrosos. Los madrileños del Arquitectura y los flamantes campeones de la 2ª división, el Colegio Mayor Cisneros podrían tener opciones al título. Entre los catalanes el Natación Barcelona parece ser el más fuerte con la Samboyana de "outsider".CAU, Barça, CDU y Cornellá, tratarán de evitar el descenso 

#### Resultados

##### Primera Vuelta
Cumplida la primera parte de la temporada el Canoe hacia buenos los pronósticos y se alzaba con la primera posición, ganando 8 partidos y empatando sorprendentemente con el recién ascendido Cisneros. También el Arquitectura cumplía las expectativas y se colocaba segundo, con una sola derrota contra los canoistas. Como tercero en discordia se encontraba el Natación, que aunque había perdido contra los dos primeros, aún mantenía sus opciones al título en la segunda vuelta. Tampoco en el descenso las cosas estaban claras, empataban en la cola el Cornellá y el  Barça con una sola victoria cada uno, mientras la Samboyana iba por delante con una victoria más, y habían perdido el "derby del Llobregat" con sus eternos rivales de Cornellá.  
| Resultados 1ª División IDA        | Resultados 1ª División IDA  | Resultados 1ª División IDA | Resultados 1ª División IDA  |
| Ciudad                            | Local                       | Resultado                  | Visitante                   |
| --------------------------------- | --------------------------- | -------------------------- | --------------------------- |
| 1ª Jornada (14 octubre de 1973)   |                             |                            |                             |
| Valladolid                        | CDU-Valladolid              | 13-0                       | Club de Fútbol Barcelona    |
| Madrid                            | Club Deportivo Arquitectura | 25-6                       | Unión Deportiva Samboyana   |
| Barcelona                         | Club Natación Barcelona     | 21-3                       | Club Atlético Uros (CAU)    |
| Barcelona                         | Rugby Club Cornellà         | 3-13                       | Colegio Mayor Cisneros      |
| Madrid                            | Canoe Natación Club         | 32-0                       | Club Atlético San Sebastián |
| 2ª Jornada (21 octubre de 1973)   |                             |                            |                             |
| San Sebastián                     | Club Atlético San Sebastián | 26-0                       | Rugby Club Cornellà         |
| Barcelona                         | Club de Fútbol Barcelona    | 16-30                      | Canoe Natación Club         |
| Barcelona                         | Unión Deportiva Samboyana   | 41-0                       | CDU-Valladolid              |
| Madrid                            | Club Atlético Uros (CAU)    | 7-8                        | Club Deportivo Arquitectura |
| Madrid                            | Colegio Mayor Cisneros      | 10-15                      | Club Natación Barcelona     |
| 3ª Jornada (28 octubre de 1973)   |                             |                            |                             |
| Barcelona                         | Club de Fútbol Barcelona    | 9-18                       | Unión Deportiva Samboyana   |
| Barcelona                         | Club Natación Barcelona     | 38-3                       | Club Atlético San Sebastián |
| Valladolid                        | CDU-Valladolid              | 4-4                        | Club Atlético Uros (CAU)    |
| Madrid                            | Canoe Natación Club         | 30-0                       | Rugby Club Cornellà         |
| Madrid                            | Club Deportivo Arquitectura | 9-3                        | Colegio Mayor Cisneros      |
| 4ª Jornada (4 noviembre de 1973)  |                             |                            |                             |
| Madrid                            | Club Atlético Uros (CAU)    | 16-3                       | Club de Fútbol Barcelona    |
| Barcelona                         | Unión Deportiva Samboyana   | 3-18                       | Canoe Natación Club         |
| San Sebastián                     | Club Atlético San Sebastián | 0-6                        | Club Deportivo Arquitectura |
| Madrid                            | Colegio Mayor Cisneros      | 4-3                        | CDU-Valladolid              |
| Barcelona                         | Rugby Club Cornellà         | 3-22                       | Club Natación Barcelona     |
| 5ª Jornada (11 noviembre de 1973) |                             |                            |                             |
| Barcelona                         | Unión Deportiva Samboyana   | 16-22                      | Club Atlético Uros (CAU)    |
| Barcelona                         | Club de Fútbol Barcelona    | 11-20                      | Colegio Mayor Cisneros      |
| Madrid                            | Club Deportivo Arquitectura | 40-3                       | Rugby Club Cornellà         |
| Madrid                            | Canoe Natación Club         | 8-4                        | Club Natación Barcelona     |
| Valladolid                        | CDU-Valladolid              | 0-0                        | Club Atlético San Sebastián |
| 6ª Jornada (18 noviembre de 1973) |                             |                            |                             |
| Madrid                            | Club Atlético Uros (CAU)    | 13-18                      | Canoe Natación Club         |
| Madrid                            | Colegio Mayor Cisneros      | 27-0                       | Unión Deportiva Samboyana   |
| San Sebastián                     | Club Atlético San Sebastián | 23-9                       | Club de Fútbol Barcelona    |
| Barcelona                         | Rugby Club Cornellà         | 4-23                       | CDU-Valladolid              |
| Barcelona                         | Club Natación Barcelona     | 4-13                       | Club Deportivo Arquitectura |
| 7ª Jornada (25 noviembre 1973)    |                             |                            |                             |
| Barcelona                         | Club de Fútbol Barcelona    | 14-6                       | Rugby Club Cornellà         |
| Barcelona                         | Unión Deportiva Samboyana   | 3-9                        | Club Atlético San Sebastián |
| Madrid                            | Club Atlético Uros (CAU)    | 13-13                      | Colegio Mayor Cisneros      |
| Valladolid                        | CDU-Valladolid              | 15-31                      | Club Natación Barcelona     |
| Madrid                            | Canoe Natación Club         | 9-7                        | Club Deportivo Arquitectura |
| 8ª Jornada (2 diciembre 1973)     |                             |                            |                             |
| Madrid                            | Canoe Natación Club         | 6-6                        | Colegio Mayor Cisneros      |
| San Sebastián                     | Club Atlético San Sebastián | 10-6                       | Club Atlético Uros (CAU)    |
| Barcelona                         | Rugby Club Cornellà         | 6-0                        | Unión Deportiva Samboyana   |
| Barcelona                         | Club Natación Barcelona     | 7-0                        | Club de Fútbol Barcelona    |
| Madrid                            | Club Deportivo Arquitectura | 56-6                       | CDU-Valladolid              |
| 9ª Jornada (9 diciembre de 1973)  |                             |                            |                             |
| Madrid                            | Colegio Mayor Cisneros      | 8-9                        | Club Atlético San Sebastián |
| Barcelona                         | Unión Deportiva Samboyana   | 4-6                        | Club Natación Barcelona     |
| Barcelona                         | Club de Fútbol Barcelona    | 0-8                        | Club Deportivo Arquitectura |
| Madrid                            | Club Atlético Uros (CAU)    | 13-4                       | Rugby Club Cornellà         |
| Valladolid                        | CDU-Valladolid              | 8-39                       | Canoe Natación Club         |

##### Segunda Vuelta
Antes de las vacaciones de Navidad se jugaron dos jornadas de la segunda vuelta en las que Arquitectura ganó sus partidos con solvencia mientras que el Canoe se dejaba otro punto en San Sebastián quedando los dos equipos con los mismos puntos en lo alto de la tabla. Con una victoria y empate del  Cornellá renacían sus esperanzas de salvarse y cedía el farolillo rojo al Barça.

Pero justo a la vuelta del parón navideño se produce la sorpresa, el tricampeón y líder del campeonato  Canoe caía contra el Cornellá que salía de las posiciones de descenso.  la siguiente jornada se agravaba la situación al perder en casa contra la Samboyana. Arquitectura dependía de sí mismo para conseguir su primera liga, incluso perdiendo con el Canoe, sería campeón. De hecho fue lo que ocurrió, en la jornada 16.ª se enfrentaron y los canoistas vencieron por un ajustado 15-16 que de nada sirvió. Es más, en la decimocuarta jornada hubo varios partidos aplazados, entre ellos el Natación-Canoe en Barcelona. Por lo ajustado del calendario los partidos debían jugarse un día entre semana, pero Canoe sin posibilidades de ganar la liga decidió no presentarse. Con la sanción pertinente los madrileños perdieron el subcampeonato que fue a manos del Club Natación Barcelona.

En la parte baja de la tabla la lucha siguió siendo encarnizada. El bronco encuentro entre Barça y Cornellá acabó con empate (7-7) y con diversas sanciones para ambos equipos, especialmente una de tres años a un jugador de Cornellá por agredir al árbitro. Aun en la última jornada estuvieron los del Llobregat a punto de salvarse, pero perdieron en casa por un cortísimo 4-6 contra el CAU, abocándolos al descenso directo. 
| Resultados 1ª División VUELTA       | Resultados 1ª División VUELTA | Resultados 1ª División VUELTA | Resultados 1ª División VUELTA |
| Ciudad                              | Local                         | Resultado                     | Visitante                     |
| ----------------------------------- | ----------------------------- | ----------------------------- | ----------------------------- |
| 10ª Jornada (16 diciembre de 1973)  |                               |                               |                               |
| Barcelona                           | Club de Fútbol Barcelona      | 12-4                          | CDU-Valladolid                |
| Barcelona                           | Unión Deportiva Samboyana     | 3-15                          | Club Deportivo Arquitectura   |
| Madrid                              | Club Atlético Uros (CAU)      | 4-13                          | Club Natación Barcelona       |
| Madrid                              | Colegio Mayor Cisneros        | 13-19                         | Rugby Club Cornellà           |
| San Sebastián                       | Club Atlético San Sebastián   | 0-0                           | Canoe Natación Club           |
| 11ª Jornada (23 diciembre de 1973)  |                               |                               |                               |
| Barcelona                           | Club Atlético San Sebastián   | 3-3                           | Rugby Club Cornellà           |
| Madrid                              | Canoe Natación Club           | 13-0                          | Club de Fútbol Barcelona      |
| Valladolid                          | CDU-Valladolid                | 7-20                          | Unión Deportiva Samboyana     |
| Madrid                              | Club Deportivo Arquitectura   | 42-3                          | Club Atlético Uros (CAU)      |
| Madrid                              | Club Natación Barcelona       | 9-11                          | Colegio Mayor Cisneros        |
| 12ª Jornada (13 de enero de 1974)   |                               |                               |                               |
| Barcelona                           | Unión Deportiva Samboyana     | 37-0                          | Club de Fútbol Barcelona      |
| San Sebastián                       | Club Atlético San Sebastián   | 9-13                          | Club Natación Barcelona       |
| Madrid                              | Club Atlético Uros (CAU)      | 38-8                          | CDU-Valladolid                |
| Barcelona                           | Rugby Club Cornellà           | 13-0                          | Canoe Natación Club           |
| Madrid                              | Colegio Mayor Cisneros        | 3-24                          | Club Deportivo Arquitectura   |
| 13ª Jornada (20 de enero 1974)      |                               |                               |                               |
| Madrid                              | Canoe Natación Club           | 9-11                          | Unión Deportiva Samboyana     |
| Barcelona                           | Club de Fútbol Barcelona      | 10-10                         | Club Atlético Uros (CAU)      |
| San Sebastián                       | Club Deportivo Arquitectura   | 40-8                          | Club Atlético San Sebastián   |
| Valladolid                          | CDU-Valladolid                | 4-0                           | Colegio Mayor Cisneros        |
| Barcelona                           | Club Natación Barcelona       | 3-0                           | Rugby Club Cornellà           |
| 14ª Jornada (27 de enero de 1974)   |                               |                               |                               |
| Madrid                              | Club Atlético Uros (CAU)      | 15-13                         | Unión Deportiva Samboyana     |
| San Sebastián                       | Club Atlético San Sebastián   | 38-0                          | CDU-Valladolid                |
| Madrid                              | Colegio Mayor Cisneros        | 15-8                          | Club de Fútbol Barcelona      |
| Barcelona                           | Club Natación Barcelona       | 6-0 (np)                      | Canoe Natación Club           |
| Barcelona                           | Rugby Club Cornellà           | 0-20                          | Club Deportivo Arquitectura   |
| 15ª Jornada (3 de febrero de 1974)  |                               |                               |                               |
| Madrid                              | Canoe Natación Club           | 41-9                          | Club Atlético Uros (CAU)      |
| Barcelona                           | Unión Deportiva Samboyana     | 9-7                           | Colegio Mayor Cisneros        |
| Barcelona                           | Club de Fútbol Barcelona      | 20-4                          | Club Atlético San Sebastián   |
| Valladolid                          | CDU-Valladolid                | 14-4                          | Rugby Club Cornellà           |
| Barcelona                           | Club Deportivo Arquitectura   | 39-0                          | Club Natación Barcelona       |
| 16ª Jornada (10 de febrero de 1974) |                               |                               |                               |
| Barcelona                           | Rugby Club Cornellà           | 7-7                           | Club de Fútbol Barcelona      |
| San Sebastián                       | Club Atlético San Sebastián   | 10-4                          | Unión Deportiva Samboyana     |
| Madrid                              | Colegio Mayor Cisneros        | 0-3                           | Club Atlético Uros (CAU)      |
| Valladolid                          | Club Natación Barcelona       | 38-4                          | CDU-Valladolid                |
| Madrid                              | Club Deportivo Arquitectura   | 15-16                         | Canoe Natación Club           |
| 17ª Jornada (17 de febrero de 1974) |                               |                               |                               |
| Madrid                              | Colegio Mayor Cisneros        | 10-17                         | Canoe Natación Club           |
| Madrid                              | Club Atlético Uros (CAU)      | 16-21                         | Club Atlético San Sebastián   |
| Barcelona                           | Unión Deportiva Samboyana     | 24-0                          | Rugby Club Cornellà           |
| Barcelona                           | Club de Fútbol Barcelona      | 11-7                          | Club Natación Barcelona       |
| Valladolid                          | CDU-Valladolid                | 9-30                          | Club Deportivo Arquitectura   |
| 18ª Jornada (24 de febrero de 1974) |                               |                               |                               |
| San Sebastián                       | Club Atlético San Sebastián   | 8-7                           | Colegio Mayor Cisneros        |
| Barcelona                           | Club Natación Barcelona       | 13-9                          | Unión Deportiva Samboyana     |
| Barcelona                           | Club Deportivo Arquitectura   | 20-6                          | Club de Fútbol Barcelona      |
| Barcelona                           | Rugby Club Cornellà           | 4-6                           | Club Atlético Uros (CAU)      |
| Madrid                              | Canoe Natación Club           | 50-14                         | CDU-Valladolid                |

#### Tabla de resultados
| Local \ Visitante      | ARQ  | ASS   | BAR  | CAN   | CAU   | CDU   | CIS   | COR   | NAT   | SAM   |   |
| ---------------------- | ---- | ----- | ---- | ----- | ----- | ----- | ----- | ----- | ----- | ----- | - |
| C.D. ARQUITECTURA      | —    | 40–8  | 20–6 | 15–16 | 42–3  | 56–6  | 9–3   | 40–3  | 39–0  | 25–6  |   |
| ATLÉTICO San Sebástian | 0–6  | —     | 23–9 | 0–0   | 16–6  | 38–0  | 8–7   | 26–0  | 9–13  | 10–4  |   |
| C.F. BARCELONA         | 0–8  | 20–40 | —    | 16–30 | 10–10 | 12–4  | 11–20 | 14–6  | 11–7  | 9–18  |   |
| CANOE N.C.             | 9–7  | 32–0  | 13–0 | —     | 41–9  | 50–14 | 6–6   | 30–0  | 8–4   | 9–11  |   |
| CAU MADRID             | 7–8  | 16–21 | 16–3 | 13–18 | —     | 38–8  | 13–13 | 13–4  | 4–13  | 15–13 |   |
| CDU VALLADOLID         | 9–30 | 0–0   | 13–0 | 8–39  | 4–4   | —     | 4–0   | 14–4  | 15–31 | 13–9  |   |
| C.M. CISNEROS          | 3–24 | 8–9   | 15–8 | 10–17 | 0–3   | 4–3   | —     | 13–19 | 10–15 | 27–0  |   |
| R.C. CORNELLÁ          | 0–20 | 8–3   | 7–7  | 13–0  | 4–6   | 4–23  | 3–13  | —     | 3–22  | 6–0   |   |
| NATACION Barcelona     | 4–13 | 38–3  | 7–0  | 6–0   | 21–3  | 38–4  | 9–11  | 3–0   | —     | 13–9  |   |
| U.D. SAMBOYANA         | 3–15 | 3–9   | 37–0 | 3–18  | 16–22 | 41–0  | 9–7   | 24–0  | 4–6   | —     |   |
|                        |      |       |      |       |       |       |       |       |       |       | — |

#### Clasificación
| \| \| Clasificación Liga Nacional 1ª División 1973-1974 \| |                                                   |     |    |   |    |     |     |     |
| Pos                                                        | Equipo                                            | Jug | V  | E | D  | PF  | PC  | Pts |
| 1º                                                         | Club Deportivo Arquitectura                       | 18  | 16 | 0 | 2  | 427 | 86  | 50  |
| 2º                                                         | Club Natación Barcelona                           | 18  | 13 | 0 | 5  | 250 | 146 | 44  |
| 3º                                                         | Canoe Natación Club                               | 18  | 13 | 2 | 3  | 336 | 135 | 44* |
| 4º                                                         | Club Atlético San Sebastián                       | 18  | 9  | 3 | 6  | 179 | 205 | 39  |
| 5º                                                         | Club Atlético Uros                                | 18  | 7  | 3 | 8  | 201 | 247 | 35  |
| 6º                                                         | Colegio Mayor Cisneros                            | 18  | 6  | 2 | 10 | 170 | 170 | 32  |
| 7º                                                         | Unión Deportiva Samboyana                         | 18  | 7  | 0 | 11 | 221 | 198 | 32  |
| 8º                                                         | CDU-Valladolid                                    | 18  | 4  | 2 | 12 | 136 | 411 | 28  |
| 9º                                                         | Club de Fútbol Barcelona                          | 18  | 4  | 2 | 12 | 136 | 258 | 28  |
| 10º                                                        | Rugby Club Cornellà                               | 18  | 3  | 2 | 13 | 79  | 279 | 26  |
|                                                            | Clasificación Liga Nacional 1ª División 1973-1974 |     |    |   |    |     |     |     |

*Sancionado por incomparecencia no avisada con 2 puntos
| Trophee championnat Espagnol Rugby  |
| Campeón Club Deportivo Arquitectura |
| 1er título                          |

### IIIº Campeonato Nacional de Liga 2ª División
La 2ª División experimenta muchos cambios de clubs respecto al año precedente. Salen de la competición el ascendido a 1ª, Cisneros y los descendidos, Canoe B y BUC, a los que se suma la Samboyana B que renuncia a la categoría, excesivamente costosa para un equipo B. Estos son sustituidos por el Universitario (descendido desde la 1ª), Olímpico y Sevilla CF (ascendidos desde regional). Además del La Salle que gana la eliminatoria de repesca.
El Arquitectura de Sevilla (subcampeón en 1973), también con problemas económicos cede sus derechos (y gran parte de su plantilla)  al Club de Campo de Sevilla, que apoyado por el Real Automóvil Club de Andalucía (RACA) accede a la 2º división. Por tanto, solo tres equipos repiten en el campeonato: Gijón, Pueblo Nuevo y Veterinaria.

#### Eliminatoria de Repesca para 2ª División
7 de octubre de 1973
| Ciudad    | Local                   | Resultado | Visitante               |
| --------- | ----------------------- | --------- | ----------------------- |
| Santander | R. Torres Quevedo       | 4-11      | Club La Salle-Barcelona |
| Barcelona | Club La Salle-Barcelona | 30-8      | R. Torres Quevedo       |

La Salle se clasifica para la 2ª División Nacional

#### Resultados

##### Primera Vuelta
Se preveía mucha igualdad en esta división y así lo confirmaban los resultados. El Olímpico-64 lideraba la clasificación, con una sola derrota en Barcelona ante el Pueblo Nuevo. Les seguían los sevillanos del RACA, que habían perdido frente a los madrileños en la 1ª jornada y contra el Gijón. Estos últimos, el Pueblo Nuevo y el Sitari empataban a 4 victorias. De todos modos los resultados habían sido bastante ajustados y cualquiera de los 5 podría conseguir el título o la promoción. En la cola estaba más claro, ya que el La Salle había perdido todos sus partidos y se convertía en el candidato más firme para el descenso. El otro puesto debía ser evitado por el CD Veterinaria Zaragoza y el Sevilla Club de Futbol , ambos con dos victorias, aunque los andaluces habían conseguido también un empate lo que les ponía con un punto por delante.

| Resultados 2ª División IDA           | Resultados 2ª División IDA   | Resultados 2ª División IDA | Resultados 2ª División IDA   |
| Ciudad                               | Local                        | Resultado                  | Visitante                    |
| ------------------------------------ | ---------------------------- | -------------------------- | ---------------------------- |
| 1ª Jornada (28 octubre de 1973)      |                              |                            |                              |
| Sevilla                              | Sevilla Club de Futbol       | 16-16                      | Club Natación Pueblo Nuevo   |
| Gijón                                | Real Sporting de Gijón       | 20-9                       | CD Veterinaria Zaragoza      |
| Barcelona                            | Club Deportivo Universitario | 16-3                       | La Salle-Barcelona           |
| Madrid                               | Club Olímpico-64 Madrid      | 38-6                       | Club de Campo RACA Sevilla   |
| 2ª Jornada (4 de noviembre de 1973)  |                              |                            |                              |
| Sevilla                              | Club de Campo RACA Sevilla   | 16-9                       | Club Deportivo Universitario |
| Barcelona                            | La Salle-Barcelona           | 6-36                       | Real Sporting de Gijón       |
| Zaragoza                             | CD Veterinaria Zaragoza      | 18-4                       | Sevilla Club de Futbol       |
| Barcelona                            | Club Natación Pueblo Nuevo   | 13-7                       | Club Olímpico-64 Madrid      |
| 3ª Jornada (11 de noviembre de 1973) |                              |                            |                              |
| Barcelona                            | Club Natación Pueblo Nuevo   | 23-4                       | CD Veterinaria Zaragoza      |
| Sevilla                              | Sevilla Club de Futbol       | 22-6                       | La Salle-Barcelona           |
| Gijón                                | Real Sporting de Gijón       | 9-0                        | Club de Campo RACA Sevilla   |
| Madrid                               | Club Olímpico-64 Madrid      | 6-0                        | Club Deportivo Universitario |
| 4ª Jornada (18 de noviembre de 1973) |                              |                            |                              |
| Zaragoza                             | CD Veterinaria Zaragoza      | 0-14                       | Club Olímpico-64 Madrid      |
| Sevilla                              | Club de Campo RACA Sevilla   | 23-4                       | Sevilla Club de Futbol       |
| Barcelona                            | Club Deportivo Universitario | 16-13                      | Real Sporting de Gijón       |
| Barcelona                            | La Salle-Barcelona           | 3-10                       | Club Natación Pueblo Nuevo   |
| 5ª Jornada (25 de noviembre de 1973) |                              |                            |                              |
| Zaragoza                             | CD Veterinaria Zaragoza      | 22-4                       | La Salle-Barcelona           |
| Sevilla                              | Sevilla Club de Futbol       | 27-8                       | Club Deportivo Universitario |
| Madrid                               | Club Olímpico-64 Madrid      | 18-6                       | Real Sporting de Gijón       |
| Barcelona                            | Club Natación Pueblo Nuevo   | 13-23                      | Club de Campo RACA Sevilla   |
| 6ª Jornada (2 de diciembre de 1973)  |                              |                            |                              |
| Gijón                                | Real Sporting de Gijón       | 41-4                       | Sevilla Club de Futbol       |
| Sevilla                              | Club de Campo RACA Sevilla   | 37-7                       | CD Veterinaria Zaragoza      |
| Madrid                               | Club Olímpico-64 Madrid      | 33-0                       | La Salle-Barcelona           |
| Barcelona                            | Club Deportivo Universitario | 13-23                      | Club Natación Pueblo Nuevo   |
| 7ª Jornada (9 de diciembre de 1973)  |                              |                            |                              |
| Zaragoza                             | CD Veterinaria Zaragoza      | 0-4                        | Club Deportivo Universitario |
| Sevilla                              | La Salle-Barcelona           | 0-7                        | Club de Campo RACA Sevilla   |
| Madrid                               | Sevilla Club de Futbol       | 0-3                        | Club Olímpico-64 Madrid      |
| Barcelona                            | Club Natación Pueblo Nuevo   | 13-23                      | Real Sporting de Gijón       |

##### Segunda Vuelta
Al Olímpico-64 no le sentó bien el parón de Navidad y en la segunda vuelta perdió 3 partidos consecutivos, contra RACA, Pueblo Nuevo y Universitario, dejando a los sevillanos el liderato y empatando en la segunda posición con los asturianos del Sporting. Los gijoneses, que también ganaron a los madrileños, perdieron con los sevillanos y no pudieron alcanzarlos. Incluso el RACA se permitió el lujo de perder en Zaragoza, lo que salvó al Veterinaria del descenso, por lo que el Sevilla CF acompañó a La Salle a regional.
| Resultados 2ª División VUELTA       | Resultados 2ª División VUELTA | Resultados 2ª División VUELTA | Resultados 2ª División VUELTA |
| Ciudad                              | Local                         | Resultado                     | Visitante                     |
| ----------------------------------- | ----------------------------- | ----------------------------- | ----------------------------- |
| 8ª Jornada (16 diciembre de 1973)   |                               |                               |                               |
| Barcelona                           | Club Natación Pueblo Nuevo    | 6-7                           | Sevilla Club de Futbol        |
| Zaragoza                            | CD Veterinaria Zaragoza       | 4-9                           | Real Sporting de Gijón        |
| Barcelona                           | La Salle-Barcelona            | 6-6                           | Club Deportivo Universitario  |
| Sevilla                             | Club de Campo RACA Sevilla    | 33-4                          | Club Olímpico-64 Madrid       |
| 9ª Jornada (13 de enero de 1974)    |                               |                               |                               |
| Sevilla                             | Club de Campo RACA Sevilla    | 16-9                          | Club Deportivo Universitario  |
| Barcelona                           | La Salle-Barcelona            | 6-36                          | Real Sporting de Gijón        |
| Zaragoza                            | CD Veterinaria Zaragoza       | 18-4                          | Sevilla Club de Futbol        |
| Barcelona                           | Club Natación Pueblo Nuevo    | 13-7                          | Club Olímpico-64 Madrid       |
| 10ª Jornada (20 de enero de 1974)   |                               |                               |                               |
| Zaragoza                            | CD Veterinaria Zaragoza       | 8-7                           | Club Natación Pueblo Nuevo    |
| Barcelona                           | La Salle-Barcelona            | 6-18                          | Sevilla Club de Futbol        |
| Sevilla                             | Club de Campo RACA Sevilla    | 18-0                          | Real Sporting de Gijón        |
| Barcelona                           | Club Deportivo Universitario  | 12-0                          | Club Olímpico-64 Madrid       |
| 11ª Jornada (27 de enero de 1974)   |                               |                               |                               |
| Madrid                              | Club Olímpico-64 Madrid       | 35-3                          | CD Veterinaria Zaragoza       |
| Sevilla                             | Sevilla Club de Futbol        | 6-20                          | Club de Campo RACA Sevilla    |
| Gijón                               | Real Sporting de Gijón        | 19-0                          | Club Deportivo Universitario  |
| Barcelona                           | Club Natación Pueblo Nuevo    | 23-26                         | La Salle-Barcelona            |
| 12ª Jornada (3 de febrero de 1974)  |                               |                               |                               |
| Barcelona                           | La Salle-Barcelona            | 3-6                           | CD Veterinaria Zaragoza       |
| Barcelona                           | Club Deportivo Universitario  | 26-12                         | Sevilla Club de Futbol        |
| Gijón                               | Real Sporting de Gijón        | 16-7                          | Club Olímpico-64 Madrid       |
| Barcelona                           | Club de Campo RACA Sevilla    | 26-12                         | Club Natación Pueblo Nuevo    |
| 13ª Jornada (10 de febrero de 1974) |                               |                               |                               |
| Sevilla                             | Sevilla Club de Futbol        | 8-15                          | Real Sporting de Gijón        |
| Zaragoza                            | CD Veterinaria Zaragoza       | 38-9                          | Club de Campo RACA Sevilla    |
| Barcelona                           | La Salle-Barcelona            | 0-16                          | Club Olímpico-64 Madrid       |
| Barcelona                           | Club Natación Pueblo Nuevo    | 3-0                           | Club Deportivo Universitario  |
| 14ª Jornada (17 de febrero de 1974) |                               |                               |                               |
| Barcelona                           | Club Deportivo Universitario  | 4-12                          | CD Veterinaria Zaragoza       |
| Sevilla                             | Club de Campo RACA Sevilla    | 36-0                          | La Salle-Barcelona            |
| Madrid                              | Club Olímpico-64 Madrid       | 25-4                          | Sevilla Club de Futbol        |
| Gijón                               | Real Sporting de Gijón        | 20-3                          | Club Natación Pueblo Nuevo    |

#### Tabla de resultados
| Local \ Visitante    | NPN   | VET   | SEV   | LSA   | RSG   | RAC   | OLI  | UNI  |
| -------------------- | ----- | ----- | ----- | ----- | ----- | ----- | ---- | ---- |
| C.N. PUEBLO NUEVO    | —     | 23–4  | 6–7   | 23–26 | 17–14 | 13–23 | 13–7 | 3–0  |
| CD VETERINARIA       | 8–7   | —     | 18–4  | 23–4  | 4–9   | 33–9  | 0–14 | 0–4  |
| SEVILLA C.F.         | 16–16 | 12–10 | —     | 22–6  | 6–36  | 6–20  | 0–3  | 27–8 |
| C.LA SALLE-Barcelona | 3–10  | 3–6   | 6–18  | —     | 6–36  | 0–7   | 0–10 | 6–6  |
| R. Sp. de GIJÓN      | 20–3  | 20–9  | 41–4  | 23–3  | —     | 9–0   | 16–7 | 19–0 |
| Club de Campo RACA   | 28–3  | 37–7  | 23–4  | 36–0  | 18–0  | —     | 33–4 | 16–9 |
| OLÍMPICO-64 Madrid   | 10–17 | 35–3  | 25–4  | 33–0  | 18–0  | 32–6  | —    | 6–0  |
| CD UNIVERSITARIO     | 15–10 | 4–12  | 26–12 | 17–3  | 16–13 | 3–19  | 12–0 | —    |

#### Clasificación
| \| \| Clasificación Liga Nacional 2ª División 1973-1974 \| |                                                   |     |    |   |    |     |     |     |
| Pos                                                        | Equipo                                            | Jug | V  | E | D  | PF  | PC  | Pts |
| 1º                                                         | Club de Campo R.A.C.A. Sevilla                    | 14  | 11 | 0 | 3  | 274 | 128 | 36  |
| 2º                                                         | Real Sporting de Gijón                            | 14  | 10 | 0 | 4  | 241 | 113 | 34  |
| 3º                                                         | Club Olímpico-64 Madrid                           | 14  | 9  | 0 | 5  | 210 | 110 | 32  |
| 4º                                                         | Club Natación Pueblo Nuevo                        | 14  | 6  | 1 | 7  | 164 | 176 | 27  |
| 5º                                                         | CD Universitario Barcelona                        | 14  | 6  | 1 | 7  | 120 | 146 | 27  |
| 6º                                                         | Club Veterinaria de Zaragoza                      | 14  | 6  | 0 | 8  | 141 | 185 | 26  |
| 7º                                                         | Sevilla Club de Futbol                            | 14  | 5  | 1 | 8  | 139 | 223 | 25  |
| 8º                                                         | Club La Salle-Barcelona                           | 14  | 1  | 1 | 12 | 66  | 277 | 17  |
|                                                            | Clasificación Liga Nacional 2ª División 1973-1974 |     |    |   |    |     |     |     |

| Trophee championnat Espagnol Rugby                 |
| Campeón 2ª División Club de Campo R.A.C.A. Sevilla |
| 1er título                                         |

#### Promoción de Ascenso a 1º División Nacional
| Ciudad    | Local                    | Resultado | Visitante                |
| --------- | ------------------------ | --------- | ------------------------ |
| Gijón     | Real Sporting de Gijón   | 9-8       | Club de Fútbol Barcelona |
| Barcelona | Club de Fútbol Barcelona | 18-6      | Real Sporting de Gijón   |
| Agregado  | Club de Fútbol Barcelona | 26-15     | Real Sporting de Gijón   |

Ambos equipos permanecen en sus categorías

### XLI Campeonato de España (Copa del Generalísimo)

#### Eliminatoria Previa
Debían disputar la Copa los 18 equipos de la liga nacional, pero para hacer un cuadro de 16 equipos habría que hacer una eliminatoria previa para eliminar a 2. La suerte del sorteo produjo dos emparejamientos U.D. Samboyana-C.N. Pueblo Nuevo y CD Veterinaria-Sevilla CF. Los de San Baudilio eliminaron al Pueblo Nuevo holgadamente (52-6 y 42-6). Los de Zaragoza ganaron en un solo partido a los sevillanos 12-8.

#### Cuadro de Competición
En octavos de final fueron eliminados todos los equipos de 2ª División, entre ellos el La Salle al que el CAU le endosó un brutal 112-10 en el partido de vuelta. También cayeron eliminados los primeras CDU-Valladolid (por el Canoe) y CF Barcelona (por el Natación). Todo dentro de lo previsible.

En cuartos de final se produjo la primera sorpresa con la eliminación del campeón de liga, Arquitectura, a manos del Atlético San Sebastián, que se estaba convirtiendo en un especialista en este torneo. De hecho todos los semifinalistas eran especialistas en él, todos habían ya ganado alguna vez la copa: Samboyana (9), Canoe (4), Atlético SS (3) y Natación Barcelona (2).

La final repetía la de 1970 entre Canoe y Atlético. Los madrileños volvieron a ganar otra vez a los donostiarras consiguiendo su 5ª Copa. En las últimas diez ediciones entre ambos equipos habían ganado 8 de los trofeos.
|  | Octavos de final           | Octavos de final        | Octavos de final       |                          |    | Cuartos de final        | Cuartos de final        | Cuartos de final        |  |  | Semifinales            | Semifinales            | Semifinales            |  |  | Final              | Final              | Final              |
|  | 3 y 10 de 1974             | 3 y 10 de 1974          | 3 y 10 de 1974         |                          |    | 2 y 21 de abril de 1974 | 2 y 21 de abril de 1974 | 2 y 21 de abril de 1974 |  |  | 5 y 26 de mayo de 1974 | 5 y 26 de mayo de 1974 | 5 y 26 de mayo de 1974 |  |  | 2 de junio de 1974 | 2 de junio de 1974 | 2 de junio de 1974 |
|  |                            |                         |                        |                          |    |                         |                         |                         |  |  |                        |                        |                        |  |  |                    |                    |                    |
|  |                            |                         |                        |                          |    |                         |                         |                         |  |  |                        |                        |                        |  |  |                    |                    |                    |
|  |                            |                         |                        |                          |    |                         |                         |                         |  |  |                        |                        |                        |  |  |                    |                    |                    |
|  | Real Gijón                 | 10                      | 6                      |                          |    |                         |                         |                         |  |  |                        |                        |                        |  |  |                    |                    |                    |
|  | Real Gijón                 | 10                      | 6                      |                          |    |                         |                         |                         |  |  |                        |                        |                        |  |  |                    |                    |                    |
|  | U.D. Samboyana             | 3                       | 30                     |                          |    |                         |                         |                         |  |  |                        |                        |                        |  |  |                    |                    |                    |
|  | U.D. Samboyana             | 3                       | 30                     | U.D. Samboyana           | 25 | 9                       |                         |                         |  |  |                        |                        |                        |  |  |                    |                    |                    |
|  |                            |                         |                        |                          | 25 | 9                       |                         |                         |  |  |                        |                        |                        |  |  |                    |                    |                    |
|  |                            | Colegio Mayor Cisneros  | 4                      | 26                       |    |                         |                         |                         |  |  |                        |                        |                        |  |  |                    |                    |                    |
|  | Colegio Mayor Cisneros     | Colegio Mayor Cisneros  | 4                      | 26                       | 21 | 16                      |                         |                         |  |  |                        |                        |                        |  |  |                    |                    |                    |
|  | Colegio Mayor Cisneros     |                         |                        |                          | 21 | 16                      |                         |                         |  |  |                        |                        |                        |  |  |                    |                    |                    |
|  | Club Olímpico-64 Madrid    | 8                       | 8                      |                          |    |                         |                         |                         |  |  |                        |                        |                        |  |  |                    |                    |                    |
|  | Club Olímpico-64 Madrid    | 8                       | 8                      | U.D. Samboyana           | 10 | 9                       |                         |                         |  |  |                        |                        |                        |  |  |                    |                    |                    |
|  |                            |                         |                        |                          | 10 | 9                       |                         |                         |  |  |                        |                        |                        |  |  |                    |                    |                    |
|  |                            | Atlético San Sebastián  | 35                     | 16                       |    |                         |                         |                         |  |  |                        |                        |                        |  |  |                    |                    |                    |
|  | CD Universitario Barcelona | Atlético San Sebastián  | 35                     | 16                       |    |                         |                         |                         |  |  |                        |                        |                        |  |  |                    |                    |                    |
|  |                            |                         |                        |                          |    |                         |                         |                         |  |  |                        |                        |                        |  |  |                    |                    |                    |
|  | Atlético San Sebastián     | np                      |                        |                          |    |                         |                         |                         |  |  |                        |                        |                        |  |  |                    |                    |                    |
|  | Atlético San Sebastián     | np                      | Atlético San Sebastián | 10                       | 9  |                         |                         |                         |  |  |                        |                        |                        |  |  |                    |                    |                    |
|  |                            |                         |                        |                          | 9  |                         |                         |                         |  |  |                        |                        |                        |  |  |                    |                    |                    |
|  |                            | CD Arquitectura Madrid  | 0                      | 3                        |    |                         |                         |                         |  |  |                        |                        |                        |  |  |                    |                    |                    |
|  | CD Arquitectura Madrid     | CD Arquitectura Madrid  | 0                      | 3                        | 79 | 24                      |                         |                         |  |  |                        |                        |                        |  |  |                    |                    |                    |
|  | CD Arquitectura Madrid     |                         |                        |                          | 79 | 24                      |                         |                         |  |  |                        |                        |                        |  |  |                    |                    |                    |
|  | Club de Campo RACA         | 12                      | 4                      |                          |    |                         |                         |                         |  |  |                        |                        |                        |  |  |                    |                    |                    |
|  | Club de Campo RACA         | 12                      | 4                      | Atlético San Sebastián   | 9  |                         |                         |                         |  |  |                        |                        |                        |  |  |                    |                    |                    |
|  |                            |                         |                        |                          | 9  |                         |                         |                         |  |  |                        |                        |                        |  |  |                    |                    |                    |
|  |                            | Canoe Natación Club     | 13                     |                          |    |                         |                         |                         |  |  |                        |                        |                        |  |  |                    |                    |                    |
|  | La Salle-Barcelona         | Canoe Natación Club     | 13                     | 0                        | 10 |                         |                         |                         |  |  |                        |                        |                        |  |  |                    |                    |                    |
|  | La Salle-Barcelona         |                         |                        |                          | 10 |                         |                         |                         |  |  |                        |                        |                        |  |  |                    |                    |                    |
|  | Club Atlético Uros (CAU)   | 43                      | 112                    |                          |    |                         |                         |                         |  |  |                        |                        |                        |  |  |                    |                    |                    |
|  | Club Atlético Uros (CAU)   | 43                      | 112                    | Club Atlético Uros (CAU) | 9  | 3                       |                         |                         |  |  |                        |                        |                        |  |  |                    |                    |                    |
|  |                            |                         |                        |                          | 9  | 3                       |                         |                         |  |  |                        |                        |                        |  |  |                    |                    |                    |
|  |                            | Canoe Natación Club     | 11                     | 18                       |    |                         |                         |                         |  |  |                        |                        |                        |  |  |                    |                    |                    |
|  | CDU-Valladolid             | Canoe Natación Club     | 11                     | 18                       | 6  | np                      |                         |                         |  |  |                        |                        |                        |  |  |                    |                    |                    |
|  | CDU-Valladolid             |                         |                        |                          | 6  | np                      |                         |                         |  |  |                        |                        |                        |  |  |                    |                    |                    |
|  | Canoe Natación Club        | 20                      |                        |                          |    |                         |                         |                         |  |  |                        |                        |                        |  |  |                    |                    |                    |
|  | Canoe Natación Club        | 20                      | Canoe Natación Club    | 11                       | 7  |                         |                         |                         |  |  |                        |                        |                        |  |  |                    |                    |                    |
|  |                            |                         |                        |                          | 7  |                         |                         |                         |  |  |                        |                        |                        |  |  |                    |                    |                    |
|  |                            | Club Natación Barcelona | 4                      | 0                        |    |                         |                         |                         |  |  |                        |                        |                        |  |  |                    |                    |                    |
|  | Club Natación Barcelona    | Club Natación Barcelona | 4                      | 0                        | 32 | 4                       |                         |                         |  |  |                        |                        |                        |  |  |                    |                    |                    |
|  | Club Natación Barcelona    |                         |                        |                          | 32 | 4                       |                         |                         |  |  |                        |                        |                        |  |  |                    |                    |                    |
|  | Club de Fútbol Barcelona   | 9                       | 0                      |                          |    |                         |                         |                         |  |  |                        |                        |                        |  |  |                    |                    |                    |
|  | Club de Fútbol Barcelona   | 9                       | 0                      | Club Natación Barcelona  | 13 | 14                      |                         |                         |  |  |                        |                        |                        |  |  |                    |                    |                    |
|  |                            |                         |                        |                          | 13 | 14                      |                         |                         |  |  |                        |                        |                        |  |  |                    |                    |                    |
|  |                            | Rugby Club Cornellá     | 3                      | 12                       |    |                         |                         |                         |  |  |                        |                        |                        |  |  |                    |                    |                    |
|  | CD Veterinaria de Zaragoza | Rugby Club Cornellá     | 3                      | 12                       | 12 | 4                       |                         |                         |  |  |                        |                        |                        |  |  |                    |                    |                    |
|  | CD Veterinaria de Zaragoza |                         |                        |                          | 12 | 4                       |                         |                         |  |  |                        |                        |                        |  |  |                    |                    |                    |
|  | Rugby Club Cornellá        | 22                      | 20                     |                          |    |                         |                         |                         |  |  |                        |                        |                        |  |  |                    |                    |                    |

| Copa_del_Rey_(rugby_union)  |
| Campeón Canoe Natación Club |
| 5º título                   |

### Torneo de Ascenso a Liga Nacional  2ª División
Se clasificaron 20 equipos por lo que se hizo una ronda previa para eliminar a 4, En el sorteo entraron los segundos clasificados de la liga Castellana, de Valencia, Vasco-Navarra, Vizcaya y Andalucía; y los terceros de Madrid, Cataluña y Valencia (por renuncia de León).

#### Fase Previa
Sin sorpresas pasaron la ronda los equipos de Cataluña (Natación Montjuich), Madrid (Teca), Vasco-Navarra (Irún) y un valenciano (Cullera)

| Previa 1                                  | Resultado |                         |
| ----------------------------------------- | --------- | ----------------------- |
| Club Natación Montjuich                   | 3-0       | C.D. Medicina Bilbao    |
| C.D. Medicina Bilbao                      | 0-11      | Club Natación Montjuich |
| Clasificado: Club Natación Montjuich 14-0 |           |                         |

| Previa 2                                | Resultado |                             |
| --------------------------------------- | --------- | --------------------------- |
| Club Náutico Cullera                    | 16-11     | Sargento Pepper's Salamanca |
| Sargento Pepper's Salamanca             | 6-6       | Club Náutico Cullera        |
| Clasificado: Club Náutico Cullera 22-17 |           |                             |

| Previa 3                          | Resultado |                 |
| --------------------------------- | --------- | --------------- |
| Irún Rugby Club                   | 8-3       | Xé-XV Valencia  |
| Xé-XV Valencia                    | 0-4       | Irún Rugby Club |
| Clasificado: Irún Rugby Club 12-3 |           |                 |

| Previa 4                           | Resultado |                 |
| ---------------------------------- | --------- | --------------- |
| Club Pineda                        | 16-4      | Teca Rugby Club |
| Teca Rugby Club                    | 3-34      | Club Pineda     |
| Clasificado: Teca Rugby Club 38-19 |           |                 |

#### Cuadro Final
Tampoco hubo sorpresas en los octavos de final, tal vez, la eliminación del Arquitectura B por el Valencia RC en una eliminatoria muy ajustada, pero que demostró la preparación de los valencianos, que en las dos eliminatorias siguientes, más sencillas, consolidaron su ascenso, siendo así el primer equipo valenciano en llegar a la liga nacional. En la otra parte de la tabla y a pesar de que se enfrentaban a tres equipos fuertes (Teca, San José y Hernani), los madrileños del Liceo Francés obtuvieron la otra plaza de ascenso ganando todo los partidos. Eran el 6º equipo de Madrid en nacional.
|  | Octavos de final            | Octavos de final         | Octavos de final         |                           |    | Cuartos de final                 | Cuartos de final                 | Cuartos de final                 |  |  | Semifinales              | Semifinales              | Semifinales              |  |  | Final        | Final        | Final        |
|  | 17 y 21 de marzo de 1974    | 17 y 21 de marzo de 1974 | 17 y 21 de marzo de 1974 |                           |    | 31 de marzo y 1 de abril de 1974 | 31 de marzo y 1 de abril de 1974 | 31 de marzo y 1 de abril de 1974 |  |  | 14 y 21 de abril de 1974 | 14 y 21 de abril de 1974 | 14 y 21 de abril de 1974 |  |  | Clasificados | Clasificados | Clasificados |
|  |                             |                          |                          |                           |    |                                  |                                  |                                  |  |  |                          |                          |                          |  |  |              |              |              |
|  |                             |                          |                          |                           |    |                                  |                                  |                                  |  |  |                          |                          |                          |  |  |              |              |              |
|  |                             |                          |                          |                           |    |                                  |                                  |                                  |  |  |                          |                          |                          |  |  |              |              |              |
|  | CD Arquitectura B           | 4                        | 18                       |                           |    |                                  |                                  |                                  |  |  |                          |                          |                          |  |  |              |              |              |
|  | CD Arquitectura B           | 4                        | 18                       |                           |    |                                  |                                  |                                  |  |  |                          |                          |                          |  |  |              |              |              |
|  | Valencia Rugby Club         | 22                       | 10                       |                           |    |                                  |                                  |                                  |  |  |                          |                          |                          |  |  |              |              |              |
|  | Valencia Rugby Club         | 22                       | 10                       | Valencia Rugby Club       | 28 | 3                                |                                  |                                  |  |  |                          |                          |                          |  |  |              |              |              |
|  |                             |                          |                          |                           | 28 | 3                                |                                  |                                  |  |  |                          |                          |                          |  |  |              |              |              |
|  |                             | Bilbao Rugby Club        | 4                        | 10                        |    |                                  |                                  |                                  |  |  |                          |                          |                          |  |  |              |              |              |
|  | Bilbao Rugby Club           | Bilbao Rugby Club        | 4                        | 10                        | 20 | 3                                |                                  |                                  |  |  |                          |                          |                          |  |  |              |              |              |
|  | Bilbao Rugby Club           |                          |                          |                           | 20 | 3                                |                                  |                                  |  |  |                          |                          |                          |  |  |              |              |              |
|  | CD Medicina Sevilla         | 10                       | 4                        |                           |    |                                  |                                  |                                  |  |  |                          |                          |                          |  |  |              |              |              |
|  | CD Medicina Sevilla         | 10                       | 4                        | Valencia Rugby Club       | 20 | 28                               |                                  |                                  |  |  |                          |                          |                          |  |  |              |              |              |
|  |                             |                          |                          |                           | 20 | 28                               |                                  |                                  |  |  |                          |                          |                          |  |  |              |              |              |
|  |                             | CD Medicina Barcelona    | 0                        | 6                         |    |                                  |                                  |                                  |  |  |                          |                          |                          |  |  |              |              |              |
|  | Irún Rugby Club             | CD Medicina Barcelona    | 0                        | 6                         | 8  | 4                                |                                  |                                  |  |  |                          |                          |                          |  |  |              |              |              |
|  | Irún Rugby Club             |                          |                          |                           | 8  | 4                                |                                  |                                  |  |  |                          |                          |                          |  |  |              |              |              |
|  | CD Medicina Barcelona       | 16                       | 3                        |                           |    |                                  |                                  |                                  |  |  |                          |                          |                          |  |  |              |              |              |
|  | CD Medicina Barcelona       | 16                       | 3                        | CD Medicina Barcelona     | 24 | 7                                |                                  |                                  |  |  |                          |                          |                          |  |  |              |              |              |
|  |                             |                          |                          |                           | 24 | 7                                |                                  |                                  |  |  |                          |                          |                          |  |  |              |              |              |
|  |                             | Club Náutico Cullera     | 10                       | 16                        |    |                                  |                                  |                                  |  |  |                          |                          |                          |  |  |              |              |              |
|  | Club Náutico Cullera        | Club Náutico Cullera     | 10                       | 16                        | 23 | 8                                |                                  |                                  |  |  |                          |                          |                          |  |  |              |              |              |
|  | Club Náutico Cullera        |                          |                          |                           | 23 | 8                                |                                  |                                  |  |  |                          |                          |                          |  |  |              |              |              |
|  | CD Ciencias Zaragoza        | 10                       | 0                        |                           |    |                                  |                                  |                                  |  |  |                          |                          |                          |  |  |              |              |              |
|  | CD Ciencias Zaragoza        | 10                       | 0                        | Valencia Rugby Club       |    |                                  |                                  |                                  |  |  |                          |                          |                          |  |  |              |              |              |
|  |                             |                          |                          |                           |    |                                  |                                  |                                  |  |  |                          |                          |                          |  |  |              |              |              |
|  |                             | Liceo Francés            |                          |                           |    |                                  |                                  |                                  |  |  |                          |                          |                          |  |  |              |              |              |
|  | Valladolid Rugby-San José   | 46                       | 0                        |                           |    |                                  |                                  |                                  |  |  |                          |                          |                          |  |  |              |              |              |
|  | Valladolid Rugby-San José   | 46                       | 0                        |                           |    |                                  |                                  |                                  |  |  |                          |                          |                          |  |  |              |              |              |
|  | Grupo Covadonga Gijón       | 0                        | 16                       |                           |    |                                  |                                  |                                  |  |  |                          |                          |                          |  |  |              |              |              |
|  | Grupo Covadonga Gijón       | 0                        | 16                       | Valladolid Rugby-San José | 4  | 10                               |                                  |                                  |  |  |                          |                          |                          |  |  |              |              |              |
|  |                             |                          |                          |                           | 4  | 10                               |                                  |                                  |  |  |                          |                          |                          |  |  |              |              |              |
|  |                             | Liceo Francés            | 26                       | 14                        |    |                                  |                                  |                                  |  |  |                          |                          |                          |  |  |              |              |              |
|  | Liceo Francés               | Liceo Francés            | 26                       | 14                        | 20 | 6                                |                                  |                                  |  |  |                          |                          |                          |  |  |              |              |              |
|  | Liceo Francés               |                          |                          |                           | 20 | 6                                |                                  |                                  |  |  |                          |                          |                          |  |  |              |              |              |
|  | Teca Rugby Club             | 6                        | 0                        |                           |    |                                  |                                  |                                  |  |  |                          |                          |                          |  |  |              |              |              |
|  | Teca Rugby Club             | 6                        | 0                        | Liceo Francés             | 22 | 14                               |                                  |                                  |  |  |                          |                          |                          |  |  |              |              |              |
|  |                             |                          |                          |                           | 22 | 14                               |                                  |                                  |  |  |                          |                          |                          |  |  |              |              |              |
|  |                             | Hernani Rugby Club       | 4                        | 10                        |    |                                  |                                  |                                  |  |  |                          |                          |                          |  |  |              |              |              |
|  | Instituto Torres Quevedo    | Hernani Rugby Club       | 4                        | 10                        | 6  | 4                                |                                  |                                  |  |  |                          |                          |                          |  |  |              |              |              |
|  | Instituto Torres Quevedo    |                          |                          |                           | 6  | 4                                |                                  |                                  |  |  |                          |                          |                          |  |  |              |              |              |
|  | Hernani Rugby Club          | 7                        | 11                       |                           |    |                                  |                                  |                                  |  |  |                          |                          |                          |  |  |              |              |              |
|  | Hernani Rugby Club          | 7                        | 11                       | Hernani Rugby Club        | 26 | 10                               |                                  |                                  |  |  |                          |                          |                          |  |  |              |              |              |
|  |                             |                          |                          |                           | 26 | 10                               |                                  |                                  |  |  |                          |                          |                          |  |  |              |              |              |
|  |                             | U.D. Samboyana B         | 0                        | 3                         |    |                                  |                                  |                                  |  |  |                          |                          |                          |  |  |              |              |              |
|  | Club Natación Montjuich     | U.D. Samboyana B         | 0                        | 3                         | 9  | 4                                |                                  |                                  |  |  |                          |                          |                          |  |  |              |              |              |
|  | Club Natación Montjuich     |                          |                          |                           | 9  | 4                                |                                  |                                  |  |  |                          |                          |                          |  |  |              |              |              |
|  | Unión Deportiva Samboyana B | 8                        | 14                       |                           |    |                                  |                                  |                                  |  |  |                          |                          |                          |  |  |              |              |              |

### XIº Campeonato de España Juvenil
El campeonato juvenil de 1974 iba a ser muy disputado, por la gran igualdad de los participantes. Había 14 clasificados, por lo que los campeones de Madrid (Canoe y Cataluña (Montjuich) quedaron exentos de la eliminatoria de octavos y pasaron directamente a cuartos.

En octavos se dieron dos duelos muy cerrados que se dirimieron por pocos puntos. En el derby vasco el Atlético San Sebastián eliminó al Hernani por 15-14, y el Seminario de Tarazona hizo lo mismo con Les Abelles por 17-16. Pero también hubo resultados muy abultados: la UD San Carlos de Valladolid perdió a la ida por 24-4 contra el Bilbao RC, que parecía tener encarrilada la eliminatoria. En la vuelta los de Pucela les endosaron un impresionante 105-20. El Juventud-Karmen (competía con su nombre anterior: Stª Mª del Carmen) eliminó al Elche RC con un contundente 116-0 en el global. 

En cuartos el Atlètico SS sufrió una eliminación por un punto (29-28) contra San Carlos, y el otro club de Valladolid, el San José cayó por 21-20 con el Karmen.Tarazona y Montjuich pasaron a semifinales más holgadamente.

En semifinales el San Carlos eliminó con apuros al Montjuich, y el Karmen hizo un 64-18, para acreditarse como el equipo favorito. En la final fue superior a los de Valladolid y ganó 22-7 y se proclamó campeón juvenil por primera vez.
|  | Octavos de final        | Octavos de final        | Octavos de final        |                         |    | Cuartos de final         | Cuartos de final         | Cuartos de final         |  |  | Semifinales                | Semifinales                | Semifinales                |  |  | Final              | Final              | Final              |
|  | 3 y 10 de marzo de 1974 | 3 y 10 de marzo de 1974 | 3 y 10 de marzo de 1974 |                         |    | 20 y 21 de marzo de 1974 | 20 y 21 de marzo de 1974 | 20 y 21 de marzo de 1974 |  |  | 5, 12 y 19 de mayo de 1974 | 5, 12 y 19 de mayo de 1974 | 5, 12 y 19 de mayo de 1974 |  |  | 26 de mayo de 1973 | 26 de mayo de 1973 | 26 de mayo de 1973 |
|  |                         |                         |                         |                         |    |                          |                          |                          |  |  |                            |                            |                            |  |  |                    |                    |                    |
|  |                         |                         |                         |                         |    |                          |                          |                          |  |  |                            |                            |                            |  |  |                    |                    |                    |
|  |                         |                         |                         |                         |    |                          |                          |                          |  |  |                            |                            |                            |  |  |                    |                    |                    |
|  |                         |                         |                         |                         |    |                          |                          |                          |  |  |                            |                            |                            |  |  |                    |                    |                    |
|  |                         |                         |                         |                         |    |                          |                          |                          |  |  |                            |                            |                            |  |  |                    |                    |                    |
|  | Club Natación Montjuich |                         |                         |                         |    |                          |                          |                          |  |  |                            |                            |                            |  |  |                    |                    |                    |
|  | Club Natación Montjuich | 7                       | 15                      |                         |    |                          |                          |                          |  |  |                            |                            |                            |  |  |                    |                    |                    |
|  | Club Natación Montjuich | 7                       | 15                      |                         |    |                          |                          |                          |  |  |                            |                            |                            |  |  |                    |                    |                    |
|  |                         | U.D. Samboyana          | 6                       | 3                       |    |                          |                          |                          |  |  |                            |                            |                            |  |  |                    |                    |                    |
|  | U.D. Samboyana          | U.D. Samboyana          | 6                       | 3                       | 7  | 22                       |                          |                          |  |  |                            |                            |                            |  |  |                    |                    |                    |
|  | U.D. Samboyana          |                         |                         |                         | 7  | 22                       |                          |                          |  |  |                            |                            |                            |  |  |                    |                    |                    |
|  | RACA                    | 9                       | 10                      |                         |    |                          |                          |                          |  |  |                            |                            |                            |  |  |                    |                    |                    |
|  | RACA                    | 9                       | 10                      | Club Natación Montjuich | 6  | 16                       |                          |                          |  |  |                            |                            |                            |  |  |                    |                    |                    |
|  |                         |                         |                         |                         | 6  | 16                       |                          |                          |  |  |                            |                            |                            |  |  |                    |                    |                    |
|  |                         | U.D. San Carlos         | 4                       | 21                      |    |                          |                          |                          |  |  |                            |                            |                            |  |  |                    |                    |                    |
|  | U.D. San Carlos         | U.D. San Carlos         | 4                       | 21                      | 4  | 105                      |                          |                          |  |  |                            |                            |                            |  |  |                    |                    |                    |
|  | U.D. San Carlos         |                         |                         |                         | 4  | 105                      |                          |                          |  |  |                            |                            |                            |  |  |                    |                    |                    |
|  | Bilbao Rugby Club       | 24                      | 20                      |                         |    |                          |                          |                          |  |  |                            |                            |                            |  |  |                    |                    |                    |
|  | Bilbao Rugby Club       | 24                      | 20                      | U.D. San Carlos         | 10 | 19                       |                          |                          |  |  |                            |                            |                            |  |  |                    |                    |                    |
|  |                         |                         |                         |                         | 10 | 19                       |                          |                          |  |  |                            |                            |                            |  |  |                    |                    |                    |
|  |                         | Atlético San Sebastián  | 8                       | 20                      |    |                          |                          |                          |  |  |                            |                            |                            |  |  |                    |                    |                    |
|  | Hernani Rugby Club      | Atlético San Sebastián  | 8                       | 20                      | 8  | 6                        |                          |                          |  |  |                            |                            |                            |  |  |                    |                    |                    |
|  | Hernani Rugby Club      |                         |                         |                         | 8  | 6                        |                          |                          |  |  |                            |                            |                            |  |  |                    |                    |                    |
|  | Atlético San Sebastián  | 7                       | 8                       |                         |    |                          |                          |                          |  |  |                            |                            |                            |  |  |                    |                    |                    |
|  | Atlético San Sebastián  | 7                       | 8                       | U.D. San Carlos         | 7  |                          |                          |                          |  |  |                            |                            |                            |  |  |                    |                    |                    |
|  |                         |                         |                         |                         | 7  |                          |                          |                          |  |  |                            |                            |                            |  |  |                    |                    |                    |
|  |                         | Stª Mª del Carmen       | 22                      |                         |    |                          |                          |                          |  |  |                            |                            |                            |  |  |                    |                    |                    |
|  | Universidad Laboral     | Stª Mª del Carmen       | 22                      | 10                      | 0  |                          |                          |                          |  |  |                            |                            |                            |  |  |                    |                    |                    |
|  | Universidad Laboral     |                         |                         |                         | 0  |                          |                          |                          |  |  |                            |                            |                            |  |  |                    |                    |                    |
|  | Colegio San José        | 12                      | 26                      |                         |    |                          |                          |                          |  |  |                            |                            |                            |  |  |                    |                    |                    |
|  | Colegio San José        | 12                      | 26                      | Colegio San José        | 4  | 16                       |                          |                          |  |  |                            |                            |                            |  |  |                    |                    |                    |
|  |                         |                         |                         |                         | 4  | 16                       |                          |                          |  |  |                            |                            |                            |  |  |                    |                    |                    |
|  |                         | Stª Mª del Carmen       | 11                      | 10                      |    |                          |                          |                          |  |  |                            |                            |                            |  |  |                    |                    |                    |
|  | Elche Rugby Club        | Stª Mª del Carmen       | 11                      | 10                      | 0  | 0                        |                          |                          |  |  |                            |                            |                            |  |  |                    |                    |                    |
|  | Elche Rugby Club        |                         |                         |                         | 0  | 0                        |                          |                          |  |  |                            |                            |                            |  |  |                    |                    |                    |
|  | Stª Mª del Carmen       | 54                      | 62                      |                         |    |                          |                          |                          |  |  |                            |                            |                            |  |  |                    |                    |                    |
|  | Stª Mª del Carmen       | 54                      | 62                      | Stª Mª del Carmen       | 33 | 31                       |                          |                          |  |  |                            |                            |                            |  |  |                    |                    |                    |
|  |                         |                         |                         |                         | 33 | 31                       |                          |                          |  |  |                            |                            |                            |  |  |                    |                    |                    |
|  |                         | Seminario de Tarazona   | 4                       | 14                      |    |                          |                          |                          |  |  |                            |                            |                            |  |  |                    |                    |                    |
|  | Seminario de Tarazona   | Seminario de Tarazona   | 4                       | 14                      | 8  | 9                        |                          |                          |  |  |                            |                            |                            |  |  |                    |                    |                    |
|  | Seminario de Tarazona   |                         |                         |                         | 8  | 9                        |                          |                          |  |  |                            |                            |                            |  |  |                    |                    |                    |
|  | Les Abelles             | 4                       | 12                      |                         |    |                          |                          |                          |  |  |                            |                            |                            |  |  |                    |                    |                    |
|  | Les Abelles             | 4                       | 12                      | Seminario de Tarazona   | 22 | 6                        |                          |                          |  |  |                            |                            |                            |  |  |                    |                    |                    |
|  |                         |                         |                         |                         | 22 | 6                        |                          |                          |  |  |                            |                            |                            |  |  |                    |                    |                    |
|  |                         | Canoe Natación          | 11                      | 7                       |    |                          |                          |                          |  |  |                            |                            |                            |  |  |                    |                    |                    |
|  | Canoe Natación          | Canoe Natación          | 11                      | 7                       |    |                          |                          |                          |  |  |                            |                            |                            |  |  |                    |                    |                    |
|  |                         |                         |                         |                         |    |                          |                          |                          |  |  |                            |                            |                            |  |  |                    |                    |                    |
|  |                         |                         |                         |                         |    |                          |                          |                          |  |  |                            |                            |                            |  |  |                    |                    |                    |

## Campeonatos Regionales

#### Federación Catalana de Rugby
Sede: Barcelona

Licencias: 1357 (767 sénior, 265 juvenil, 207 cadete, 118 infantil) -21 %

20 clubes adscritos en 3 divisiones senior, 1 juvenil, 1 cadete, 1 infantil

La crisis económica empieza a hacer mella y en 1974 se reduce el número de licencias en 500. La reducción más grave se da en juveniles y cadetes. En sénior, con siete equipos en Nacional, desaparece la división C y se forman dos categorías de 10 clubes cada una. La competición es vencida por el equipo de la Facultad de Medicina. Samboyana B y Montjuich también disputaran la fase de ascenso.
| 1º Categoría | 1º Categoría                | 2ª Categoría | 2ª Categoría                 | Juvenil | Juvenil                      | Cadetes | Cadetes                      |
| ------------ | --------------------------- | ------------ | ---------------------------- | ------- | ---------------------------- | ------- | ---------------------------- |
| 1º           | Facultad de Medicina        | 1º           | Club Natación Barcelona B    | 1º      | Club Natación Montjuich      | 1º      | Club de Futbol Barcelona     |
| 2º           | Unión Deportiva Samboyana B | 2º           | Unión Deportiva Samboyana C  | 2º      | Unión Deportiva Samboyana    | 2º      | Club Natación Montjuich      |
| 3º           | Club Natación Montjuich     | 3º           | Unión Deportiva Lloreda      | 3º      | Barcelona Unión Club (BUC)   | 3º      | Club Deportivo Universitario |
| 4º           | CD Medicina Autónoma        | 4º           | Centralban Rugby Club        | 4º      | Club de Futbol Barcelona     | 4º      | Rugby Club Cornellà          |
| 5º           | GEYEG Gerona                | 5º           | Rugby Reus                   | 5º      | Rugby Club Hospitalet B      | 5º      | Club La Salle-Bonanova       |
| 6º           | Rugby Club Andorra          | 6º           | Club Natación Pueblo Nuevo B | 6º      | Club La Salle-Bonanova       | 5º      | Club Natación Pueblo Nuevo   |
| 7º           | Barcelona Unión Club (BUC)  | 7º           | Unión Deportiva Cassá        | 7º      | Club Natación Barcelona B    |         |                              |
| 8º           | Club de Futbol Barcelona B  | 8º           | Rugby Club San Justo         | 8º      | Club Natación Pueblo Nuevo   |         |                              |
| 9º           | Real Club Deportivo Español | 9º           | Rugby Club Hospitalet        | 8º      | Club Deportivo Universitario |         |                              |
| 10º          | Rugby Club Cornellà B       | 10º          | Barcelona Unión Club (BUC) B | 10º     | Rugby Club Cornellà          |         |                              |

#### Federación Castellana de Rugby

##### Federación de Madrid
Sede: Madrid

Licencias: 1263 (710 sénior, 230 juvenil, 323 cadetes)) -5,81 %

18 clubes adscritos en 2 divisiones senior, 1 juvenil, 1 cadete

Aunque en número de licencias se redujo fue un año de crecimiento, esto era debido a la desaparición de las fichas de infantiles, pero en el reto de categorías aumentaron. Se crearon nuevos clubes, unos dependientes de colegios mayores universitarios (Ensenada, Jaime del Amo, Siao-Sin) y de facultades y escuelas universitarias (Montes, CEU-San Pablo, Filosofía). También se creó un club de barrio, el Juventud Karmen, que había disputado las categorías inferiores como Colegio de Stª Mº del Carmen, y se separaron de este para formar un club en los barrios de la Concepción, La Elipa y Moratalaz.

Madrid tenía 5 clubs en Liga Nacional y la territorial se organizó en dos divisiones, de 10 y 12 equipos. Por lo apretado del calendario cada división se dividió en dos grupos (de 5 en 1ª y de 6 en 2ª) terminando la clasificación con un play-off. El Liceo Francés se proclamó campeón por primera vez. Arquitectura B y Teca le acompañarán en la fase de ascenso.
| 1ª División | 1ª División                      | 2ª División | 2ª División                   | Juvenil | Juvenil                     | Cadetes | Cadetes                     |
| ----------- | -------------------------------- | ----------- | ----------------------------- | ------- | --------------------------- | ------- | --------------------------- |
| 1º          | Liceo Francés                    | 1º          | Club Atlético Uros (CAU) C    | 1º      | Canoe Natación Club         | 1º      | Liceo Francés               |
| 2º          | Club Deportivo Arquitectura B    | 2º          | Club Deportivo Arquitectura C | 2º      | Juventud Carmen             | 2º      | Santa María del Pilar       |
| 3º          | Teca Rugby Club                  | 3º          | C.M. Marqués de la Ensenada   | 2º      | Santa María del Pilar       | 3º      | Juventud Carmen             |
| 4º          | Canoe Natación Club B            | 4º          | C.M. Jaime del Amo            | 4º      | Liceo Francés               | 4º      | Club Deportivo Arquitectura |
| 5º          | Colegio Mayor Cisneros B         | 5º          | CEU-San Pablo                 | 5º      | Club Deportivo Arquitectura | 5º      | Club Atlético Uros (CAU)    |
| 6º          | Club Atlético Uros (CAU) B       | 6º          | Liceo Francés B               | 6º      | C.D. Filosofía y Letras     | 6º      | Canoe Natación Club         |
| 7º          | Colegio Mayor Antonio de Nebrija | 7º          | Teca Rugby Club B             | 7º      | Club Atlético Uros (CAU)    | 7º      | Colegio Mayor Cisneros      |
| 8º          | Olímpico-64 B                    | 8º          | Juventud Carmen               | 8º      | Olímpico-64                 | 8º      | C.D. Filosofía y Letras     |
| 9º          | Club Deportivo Industriales      | 9º          | Club Deportivo Montes         | 9º      | Colegio Mayor Cisneros      | 9º      | Teca Rugby Club             |
| 10º         | Club de Rugby Carabanchel        | 10º         | Club Deportivo Industriales B | 10º     | Club Deportivo Industriales | 10º     | Olímpico-64                 |
|             |                                  | 11º         | C.D. Filosofía y Letras       |         |                             | 11º     | Club Deportivo Industriales |
|             |                                  | 12º         | Colegio Mayor Siao-Sin        |         |                             |         |                             |

##### Federación de Valladolid
Sede: Valladolid

Licencias: 804 (228 Sénior, 225 Juvenil, 350 Infantil) incremento 35 %

12 clubs adscritos en 1 división sénior, 1 juvenil y torneos cadetes, infantiles, Alevines y Benjamines

Con la desaparición del El Salvador como equipo sénior, el Universitario representaba a la federación en la liga nacional. De todos modos le rugby escolar en Valladolid seguía siendo muy fuerte con cuatro colegios: San José, El Salvador, Col. Inglés y Lourdes. El primero de ellos (Campeón de España Juvenil 1973) creó un nuevo club, al margen del colegio, el Club de Rugby Valladolid-San José.
Los clubs de Salamanca y Zamora siguieron adscritos a esta federación. 
| Valladolid | Valladolid                     | Juvenil | Juvenil                     |
| ---------- | ------------------------------ | ------- | --------------------------- |
| 1º         | CR Valladolid-San José         | 1º      | CR Valladolid-San José      |
| 2º         | Sargento Pepper's Salamanca    | 2º      | Unión Deportiva San Carlos  |
| 3º         | Zamora X-2000                  | 3º      | Colegio El Salvador         |
| 4º         | Seminario Inglés de Valladolid | 4º      | Colegio Lourdes             |
| 5º         | Rehala-Bellavista              | 5º      | Sargento Pepper's Salamanca |
| 6º         | Deportivo Balmansa             | 6º      | Centro Cultural Valladolid  |
| 7º         | CDU-Valladolid B               | 7º      | Olímpico Valladolid         |

#### Federaciones del Norte

##### Federación Asturiana
Sede: Gijón

Licencias: 668 (151 sénior, 225 juvenil, 94 cadete, 198 infantil) Aumento 16,5 %

9 clubs en 1 división senior, 1 juvenil y 1 infantil

##### Federación de León
Sede: León

Licencias: 275 (89 sénior, 67juvenil, 63 cadetes, 56 infantil) +19% %

12 clubs en 1 división senior

##### Federación Cántabra
Sede: Santander

Licencias: 261 (151 sénior, 73 juvenil, 100 infantil) aumento 28,7 %

10 clubes adscritos en 1 liga sénior, 1 juvenil y 1 cadete

| Asturias-León | Asturias-León                  | Juvenil Asturias | Juvenil Asturias               | León | León                     | Cantabria | Cantabria                      | Juvenil Cantabria | Juvenil Cantabria        |
| ------------- | ------------------------------ | ---------------- | ------------------------------ | ---- | ------------------------ | --------- | ------------------------------ | ----------------- | ------------------------ |
| 1º            | Cultural Covadonga             | 1º               | Cultural Covadonga             | 1º   | R.C. Veterinaria León    | 1º        | Instituto Torres-Quevedo       | 1º                | Colegio San Luis         |
| 2º            | CAU Oviedo                     | 2º               | Fundación Revillagigedo        | 2º   | SD. Hispánica-OJE        | 2º        | Independiente Rugby Club       | 2º                | Independiente Rugby Club |
| 3º            | Universidad Laboral            | 3º               | Escuela de Maestría Industrial | 3º   | C.M. Jesús Divino Pastor | 3º        | Facultad de Ciencias Santander | 3º                | Instituto J.M. Pereda    |
| 4º            | Grupo 2000                     | 4º               | Real Sporting Gijón B          | 4º   | Escuela Magisterio León  | 4º        | Librerías Revuelta             |                   |                          |
| 5º            | Escuela de Maestría Industrial | 5º               | Instituto Jovellanos           |      |                          |           |                                |                   |                          |
| 6º            | Real Sporting Gijón B          |                  |                                |      |                          |           |                                |                   |                          |

#### Federaciones Vascas

##### Federación Vasco-Navarra
Sede: San Sebastián

Licencias:664 (267 Senior, 201 Juvenil, 18 infantil) -26,8 % 

12 clubes en 1 división sénior y 1 juvenil

##### Federación de Vizcaya
Sede: Bilbao

Licencias: 383 (184 sénior, 116 juvenil, 52 cadete y 31 infantil) incremento 32 %

6 clubes en 1 división sénior y 1 juvenil

| Vasco-Navarra | Vasco-Navarra                         | Juvenil | Juvenil                     | Vizcaya | Vizcaya                    | Vizcaya Juvenil | Vizcaya Juvenil            |
| ------------- | ------------------------------------- | ------- | --------------------------- | ------- | -------------------------- | --------------- | -------------------------- |
| 1º            | Hernani Club de Rugby                 | 1º      | Club Atlético San Sebastián | 1º      | Bilbao Rugby Club          | 1º              | Bilbao Rugby Club          |
| 2º            | Rugby Club Irún                       | 2º      | Hernani Club de Rugby       | 2º      | Rugby Club Medicina Bilbao | 2º              | Gernika Rugby Taldea       |
| 3º            | Club de Rugby Univ. de Navarra (CRUN) | 3º      | Club Deportivo Bidasoa      | 3º      | Industriales Bilbao        | 3º              | Club Deportivo Baracaldo   |
| 4º            | Sociedad Deportiva Anoeta             | 4º      | Colegio S.Ignacio de Loyola | 4º      | Gernika Rugby Taldea       | 4º              | Sporting Bilbao Rugby Club |
| 5º            | Mondragon Club de Rugby               | 5º      | Sta Mª de Ordizia           | 5º      | CD Derecho de Bilbao       |                 |                            |
| 6º            | Club Deportivo Aloña-Mendi            | 6º      | Rugby Club Irún             | 6º      | Basauri Rugby Club         |                 |                            |
| 7º            | Club Atlético San Sebastián B         | 7º      | CD Larraona                 | 7º      | Club Deportivo Baracaldo   |                 |                            |
| 8º            | Sta Mª de Ordizia                     | 8º      | Mondragon Club de Rugby     | 8º      | Sporting Bilbao Rugby Club |                 |                            |

#### Federaciones de Sur y Este

##### Federación Andaluza de Rugby
Sede: Sevilla

Licencias: 652 (240 sénior, 174 juvenil, 238 infantil) aumento 36  %

13 clubes adscritos 1 división senior, 1 juvenil, 1 infantil

##### Federación Valenciana
Sede: Valencia

Licencias: 956 (180 sénior, 195 juvenil, 83 cadete, 498 infantil) Incremento del 26,9 %

19 clubs en 1 división senior, 1 juvenil, 1 cadete y 1 infantil

##### Federación Aragonesa
Sede: Zaragoza

Licencias: 515 (92 sénior, 119 juvenil, 304 infantil) Incremento del 17 %

8 clubs en 1 campeonato senior y 1 juvenil

| Andaluza         | Andaluza                     | Valenciana 1ª      | Valenciana 1ª           | Valenciana 2ª | Valenciana 2ª          | Aragonesa      | Aragonesa                    |
| ---------------- | ---------------------------- | ------------------ | ----------------------- | ------------- | ---------------------- | -------------- | ---------------------------- |
| 1º               | Club Medicina Sevilla        | 1º                 | Valencia Rugby Club     | 1º            | CP Les Abelles         | 1º             | Club Deportivo Ciencias      |
| 2º               | Club Pineda                  | 2º                 | XÈ-15 EPLA              | 2º            | Tabernes Club de Rugby | 2º             | Skoda Rugby XV               |
| 3º               | Real Betis Balompié          | 3º                 | Club Náutico de Cullera | 3º            | Tatami-Godella RC      | 3º             | Armas Club de Rugby          |
| 4º               | Sevilla Club de Fútbol B     | 4º                 | CAU Rugby Valencia      | 4º            | Orihuela Rugby Club    | 4º             | Club Deportivo Derecho       |
| 5º               | Club de Rugby Ciencias       | 5º                 | Tatami Rugby Club       | 5º            | CAU Rugby Valencia B   | 5º             | Club Deportivo Veterinaria B |
| 6º               | Club de Campo RACA Sevilla B | 6º                 | Elche Rugby Club        | 6º            | Valencia Rugby Club B  |                |                              |
| 7º               |                              | 7º                 | Moncada Rugby Club      |               |                        |                |                              |
| Andaluza Juvenil | Andaluza Juvenil             | Valenciana Juvenil | Valenciana Juvenil      |               |                        | Aragón Juvenil | Aragón Juvenil               |
| 1º               | Club de Campo RACA Sevilla B | 1º                 | C.P. Les Abelles        |               |                        | 1º             | CR Seminario de Tarazona     |
| 2º               | Atlético Portuense           | 2º                 | Elche Rugby Club        |               |                        | 2º             | Skoda Rugby XV               |
| 3º               | Club Pineda                  | 3º                 | Colegio Luis Vives      |               |                        | 3º             | Club Moncayo                 |
| 4º               | Club de Rugby Divina Pastora | 4º                 | Moncada Rugby Club      |               |                        | 4º             | Deportivo Iris               |
| 5º               | Sevilla Club de Fútbol       | 5º                 | Valencia Rugby Club     |               |                        |                |                              |
| 6º               | Real Betis Balompié          | 6º                 | Tatami Rugby Club       |               |                        |                |                              |
|                  |                              | 7º                 | XÈ-15 EPLA              |               |                        |                |                              |

## Competiciones internacionales

### Trofeo Europeo F.I.R.A. (Senior 1ª División)
La España jugaba por segunda vez en la máxima categoría que en 193-1974 pasó a denominarse TRofeo Europeo (en lugar de Campeonato). Los dos últimos clasificados descendían al grupo B. El primer partido en Madrid contra la [Selección de rugby de Francia|selección B de Francia]] estuvo bien jugado por los españoles y a punto estuvieron de dar la sorpresa, aunque finalmente se perdió por un corto 7-15. A finales de marzo, de nuevo en Madrid se disputaba con [Selección de rugby de Francia|B de Francia]] el primer partido vital para librarse del descenso y se solventó con un claro 22-0. El 12 de mayo contra [Selección de rugby de Polonia|Polonia]] se disputaba el  importante partido para salvarse. Se disputaba en Poznan y en caso de derrota se seguía teniendo la remota opción de vencer a la difícil selección de Rumania. La victoria por un corto 0-4 en tierras polacas aseguraba la permanencia a los "leones".  El partido por la segunda plaza fue ganado por los rumanos en Timisoara, pero España permanecía un año más en el Grupo A.

#### Resultados
| Ciudad         | Fecha      | Local     | Resultado | Visitante |
| -------------- | ---------- | --------- | --------- | --------- |
| Valence d'Agen | 17-11-1973 | Francia B | 6-15      | Rumania   |
| Madrid         | 28-02-1974 | España    | 7-15      | Francia B |
| La Rochelle    | 10-03-1974 | Francia B | 54-3      | Marruecos |
| Casablanca     | 3-03-1974  | Marruecos | 9-22      | Rumania   |
| Madrid         | 31-03-1974 | España    | 22-0      | Marruecos |
| Bucarest       | 14-04-1974 | Rumania   | 20-6      | Polonia   |
| Casablanca     | 28-04-1974 | Marruecos | 0-8       | Polonia   |
| Poznan         | 12-05-1974 | Polonia   | 0-4       | España    |
| Timisoara      | 19-05-1974 | Rumania   | 20-9      | España    |
|                |            | Francia B | np        | Polonia   |

#### Clasificación
| Puesto | Selección | Partidos | Partidos | Partidos  | Partidos | Puntos  | Puntos    | Puntos | Tabla de puntos |
| Puesto | Selección | Jugados  | Ganados  | Empatados | Perdidos | A favor | En contra | dif.   | Tabla de puntos |
| ------ | --------- | -------- | -------- | --------- | -------- | ------- | --------- | ------ | --------------- |
| 1      | Francia   | 3        | 4        | 0         | 0        | 76      | 16        | +60    | 12              |
| 2      | Rumania   | 4        | 3        | 0         | 1        | 68      | 31        | +37    | 10              |
| 3      | España    | 4        | 2        | 0         | 2        | 42      | 35        | +7     | 8               |
| 4      | Marruecos | 4        | 0        | 0         | 4        | 12      | 106       | -94    | 4               |
| 5      | Polonia   | 3        | 1        | 0         | 2        | 14      | 24        | -10    | 4*              |

* Sancionado por forfait

| Bandera de Francia  |
| Campeón Francia     |
| Decimotercer título |